# 月数計算
月数計算（つきすうけいさん）

## 概要
税法では、いろいろな計算を行う場合に月割り計算を行う必要が生じます。
その場合の規定として各税法に下記のように記載されています。
「月数は、暦に従って計算し、1カ月未満の端数が生じたときは、これを1カ月とする」
この規定を正しく理解して計算するには、「1カ月未満の端数」を、正しく認識できるかという所です。
もっと簡単に言えば、規定の通り「暦に従って計算」しカレンダーの枚数を数えれば良いだけです。
しかし、現在、大半の方が、「民法」や「国税通則法」の期間計算の規定を用いて計算されています。
「月又は年の始めから期間を起算しないときは、その期間は、最後の月又は年においてその起算日に応答する日の
前日に満了する。ただし、最後の月にその応答する日がないときはその月の末日に満了する」
この期間計算の規定を用いて計算する場合の問題点は、「応答する日がないときはその月の末日」の所です。
なぜなら、暦で月末は「28・29・30・31」4通りもあり、「前月末から当月末」までの期間の月数の計算が正しく
計算できない場合があります。
具体的には、31～月末（28・29・30）、（30・31）～月末（28・29）、（29・30・31）～月末（28）の場合が、この問題点です。
なぜ問題かというと、この規定で計算すれば「前月の日から当月末」の期間にもかかわらず、ちょうど1月となります。
このように月初～月末迄でちょうど1月となり「1カ月未満の端数」が最大3日も存在するのに関わらずです。
月数を、繰り上げて計算するのは、納税者に有利になる場合で、不利になる場合は切り捨て計算します。